# Tuna (Vimmerby)
Tuna è un'area urbana della Svezia situata nel comune di Vimmerby, contea di Kalmar.
La popolazione risultante dal censimento 2010 era di 227 abitanti.